# Volga (серия автомобилей)
АО «Производство легковых автомобилей» — российский производитель легковых автомобилей со штаб-квартирой в Нижнем Новгороде, основанный в 2024 году. Принадлежит Горьковскому автомобильному заводу и планирует выпускать автомобили под брендом Volga.

## История
В декабре 2023 года российские власти подтвердили, что Горьковский автомобильный завод ведёт переговоры с китайскими партнёрами о возобновлении марки Volga. Планы по запуску первых автомобилей Volga были подтверждены в середине 2024 года.
Первоначально планировалось, что автомобили Volga будут выпускаться на базе автомобилей подразделения Hongqi китайской компании FAW Group. В марте 2024 года, однако, было подтверждено, что технологическим партнёром станет компания Changan Automobile, которая на тот момент уже передала первую партию автомобилей в Нижний Новгород на испытания.
Во второй половине 2024 года было представлено три модели: седан C40 (прародитель — Changan Raeton Plus) и кроссоверы K30 (прародитель — Oshan X5) и K40 (прародитель — Oshan Z6). Для местного производства автомобилей в России была создана новая компания с описательным названием «Производство легковых автомобилей». Предполагалось, что в 2025 году компания выйдет на полную мощность, однако по состоянию на март 2025 года производство так и не было начато.

## Модельный ряд

### Легковые автомобили
- C40

### SUV
- K30
- K40